# 毘沙門駅
毘沙門駅（びしゃもんえき）は、青森県五所川原市大字毘沙門にある津軽鉄道津軽鉄道線の駅である。
一部の列車は当駅を通過する。

## 歴史
- 1931年（昭和6年）7月15日：開業。
- 1941年（昭和16年）8月1日：営業休止。
- 1955年（昭和30年）5月20日：営業再開。

## 駅構造
単式ホーム1面1線の地上駅。待合室があるだけの無人駅である。なお、待合室は2013年に地元の有志により、白木造りに建て替えられた。

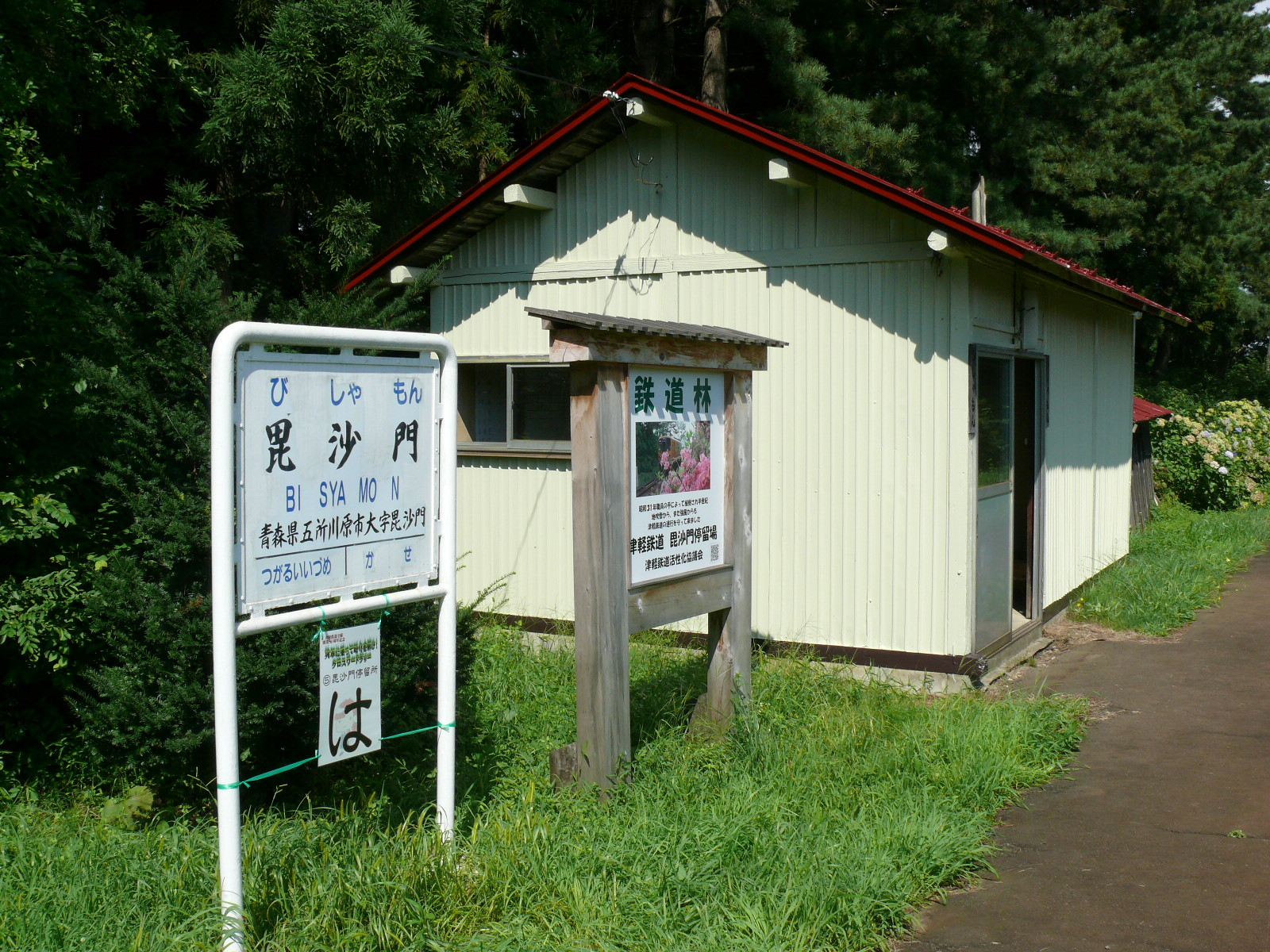
ホーム上に設けられた待合室。駅名標と鉄道林の案内看板が設置されている。 （2010年8月）
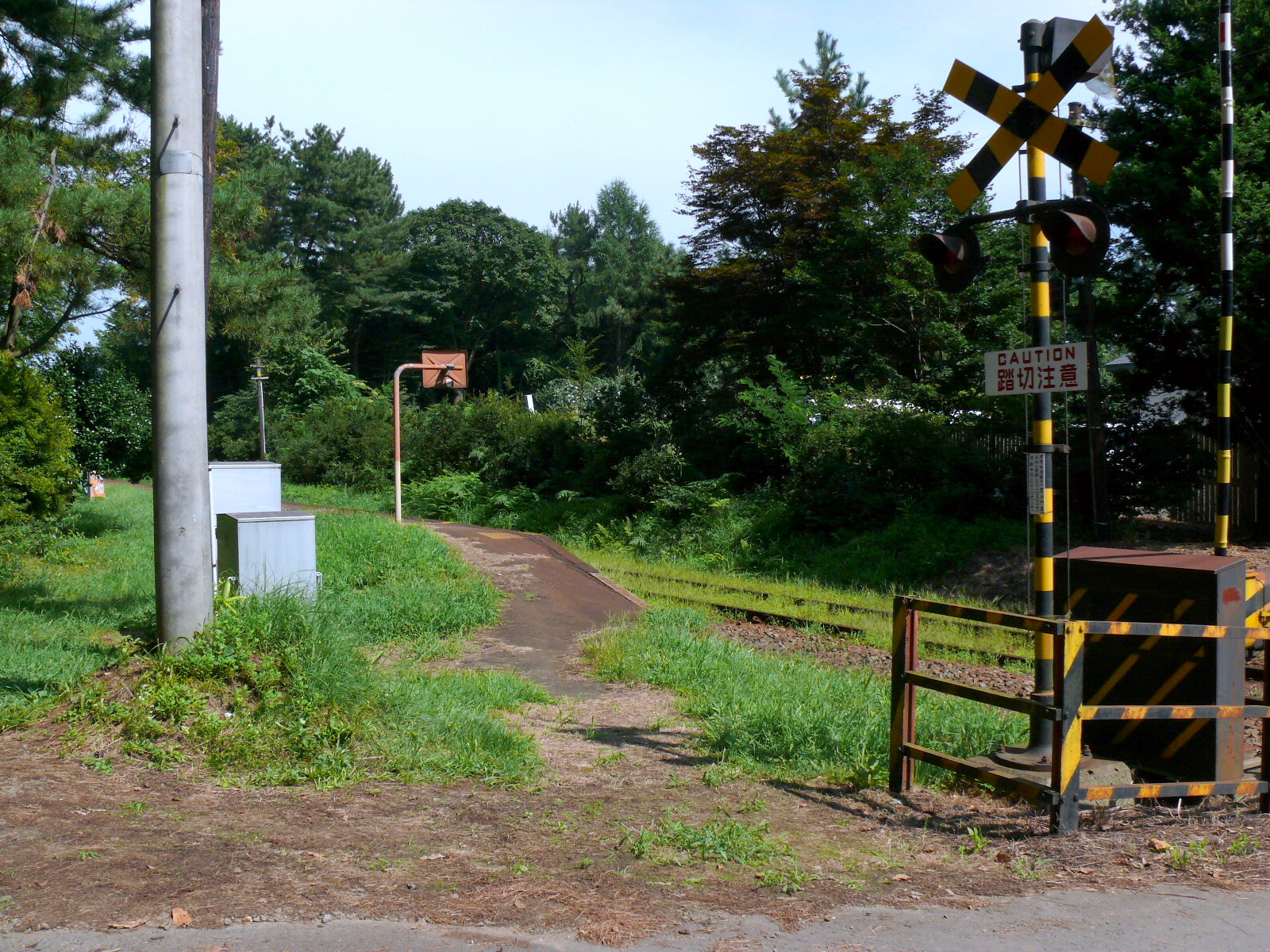
駅入口。 （2010年8月）
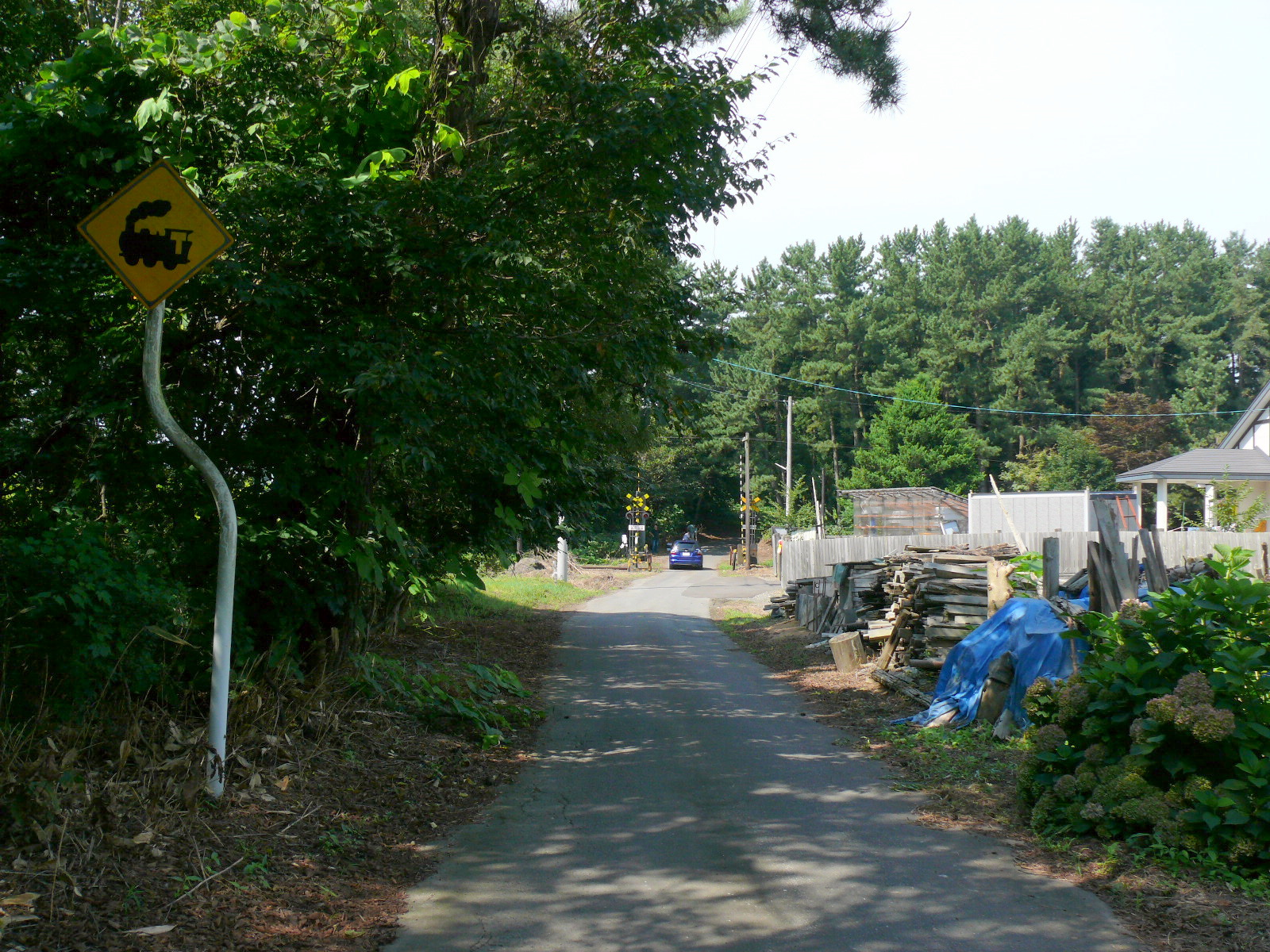
駅前。画像奥の踏切そばが駅入口となる。 （2010年8月）

## 利用状況
| 1日乗降人員推移 | 1日乗降人員推移 |
| 年度            | 1日平均人数     |
| --------------- | --------------- |
| 2011年          | 7               |
| 2012年          | 6               |
| 2013年          | 6               |
| 2014年          | 5               |
| 2015年          | 4               |

## 駅周辺
- 鉄道林
- 広域新農業センター
- 大泊溜池
- 青森県道36号五所川原金木線

## 隣の駅
津軽鉄道
■津軽鉄道線（一部の列車は通過）
津軽飯詰駅 - 毘沙門駅 - 嘉瀬駅